# 카타나 제로
《카타나 제로》(Katana Zero)는 독립 개발자 저스틴 스탠더가 개발하고 디지털 디볼버가 배급한 2019년 핵 앤드 슬래시 플랫폼 게임이다. macOS, 마이크로소프트 윈도우 및 닌텐도 스위치로 제작돼 2019년 4월 18일 출시됐다.
게임 배경은 네오느와르풍의 반이상향 대도시이다. 시간을 느리게 만드는 능력을 가진 기억없는 카타나 암살자가 주인공으로 그가 암살 임무를 수행하면서 과거를 파헤치는 것이 주요 이야기이다.
《카타나 제로》는 2013년부터 개발이 시작됐다. 개발자 스탠더는 이전에 《타워 오브 헤븐 (2009)》같은 프리웨어 게임들을 개발했으며 《카타나 제로》가 첫 상업용 게임이었다. 게임메이커 스튜디오 2를 사용해 제작됐으며 컷신과 대사를 가능한 줄인 어려운 이야기 기반 게임을 만드는 것을 목표로 했다. 이야기에 대한 영감은 《씬 시티 (2005)》와 《존 윅 (2014)》에서 따왔다.

## 게임 설명
Katana ZERO는 네오 누아르 액션 플랫포머 게임이다.

## 스토리
체감시간을 느리게하는 능력을 가진 킬러인 주인공. 사고로 인해 기억을 모두 잃고 정신과 의사에게 치료를 받고 있으며 상관에게 받은 살인 청부 임무를 수행하면서 여러일들이 발생한다.

## 등장인물
- 제로(플레이어): 체감시간을 느리게하는 능력을 가진 킬러로 머릿속으로 앞으로의 계획을 설계한 후, 뛰어난 피지컬로 계획을 완벽하게 실행한다. 정부가 만든 NULL이라는 프로젝트의 참가자로 크로노스라는 군용약물을 통해서 체감시간을 느리게하는 능력을 얻게하는 슈퍼 솔져가 되었다.
- 정신과 의사: 주인공 제로에게 지령을 하달하는 정신과 의사로 주인공에게 매번 치료 약물을 투여한다.
- V: 러시아계 폭력배로, 스노우의 밑에서 활동하는 인물이다.
- 드래곤: 제로와 같은 NULL 프로젝트의 슈퍼 솔져로 NULL 프로젝트와 연관된 인물들을 죽이고 있다.
- 스노우: 정체불명의 여검사로 V와 같은 배후에게 명령을 받고 있다.

## 스테이지
<카타나 제로>는 '원 히트 킬(One-hit kill)' 방식으로 모든 스테이지는 암살 계획으로 시작한다. 주인공은 죽지 않고 대신 '아니... 통하지 않을 거야.' 라는 메시지가 뜨고, 다시 시작점으로 돌아간다. 스테이지는 실제 플레이가 녹화된 CCTV 영상을 보여주며 끝이 나는데, 후반부에는 단순히 클리어의 순간을 재생하는 것 이상의 기능을 수행한다.
공장 은신처
제로는 사로잡힌 과학자를 구하라는 정신과 의사의 임무를 받아 과학자를 만나지만 V라는 인물에 의해서 과학자는 죽게된다.
공장 스테이지는 주로 튜토리얼 스테이지로 이루어져 있고, 여기서 플레이어는 움직이는 법, 레이저를 피하는법, 제로의 시간 능력을 사용하는 법과 같은 조작법과 대화 시스템을 익히게 된다.
머도어 호텔
제로의 정신과 의사가 조쉬 로즈라는 표적을 처리하기 위해 제로에게 임무를 주었고, 주인공은 조쉬 로즈를 죽이는데 성공한다.
클럽 네온
제로는 정신과 의사에게 약물을 비롯한 마약 밀매 혐의가 확인된 DJ 일렉트로헤드라는 표적을 처리하라고 임무를 받고 대화의 선택지에 따라 주인공이 죽이거나, V가 DJ 일렉트로헤드에게 총을 쏴 결론적으로는 DJ 일렉트로헤드를 죽이는데 성공하게 된다.
무추얼-닐 감옥
제로는 파 위안이라는 대상을 제거하라는 임무를 수행하기 위해 감옥으로 가면 이미 사람들이 모두 죽어있고 파 위안 또한 변기에 얼굴을 처박고 죽어있다. 추후 드래곤에 의해 일어난 일임이 밝혀진다.
스튜디오 51
잠에서 깨어난 제로는 정신과 의사에게 치료 약물을 투입받기 위해 정신과 의사의 사무실에 방문하지만 의사의 사무실이 닫혀있는 것을 보고 거리를 헤맨다. 거리를 헤매던 도중, 흰색 리무진이 제로의 근처에서 멈추고 리무진에서는 V를 만나 얘기를 하게 된다. V는 군용약물을 다시 제조하려는 계획이 있었고, V는 제로에게 함께 일하자며 같이 스너프 필름을 찍자고 청하자 제로는 거부한다. V는 매우 화가 나 그를 리무진 밖으로 내던지고 제로는 그의 리무진을 쫒아 스튜디오 51로 가서 싸우게 된다. V를 찾아 죽이려고하는 순간 스노우라는 여검사가 나타나 V를 데리고 사라진다.
맨션 은신처
제로는 정신과 의사에게 약물을 주입받지 못해 정신이 이상해지고 환각이 보이게 된다. 하루가 지난 후 정신과 의사가 다량의 약물을 투여하면서 제로의 환각은 끝난다. 제로는 V가 숨어있는 맨션 은신처로 가 V를 찾아내지만 함정에 걸려 V에게 잡히고 의자에 묶인다. 예지능력을 통해 자신이 죽는 미래를 경험하며 V를 도발해 죽는 미래를 피하고 탈출한다. 도망가는 V를 잡았을 때 드래곤이 나타나 V를 데리고 가고 제로는 그 자리를 뜬다.
차이나타운
정신과 의사와 재회하고 의사에게 드래곤에 대한 이야기를 하자 의사는 드래곤의 제거 임무를 제로에게 맡긴다. 드래곤이 차이나타운에서 마지막으로 목격되었다는 이야기를 들은 제로는 드래곤 차이나타운으로 가 드래곤과 군복을 입은 여자가 이야기를 하는 것을 보고 공격하지만 드래곤과 여자 모두 도망간다. 드래곤을 쫒지만 경찰 분대에 가로막혀 놓치고 드래곤과 군복을 입은 여자가 있던 곳에서 비디오 테이프 하나를 가져온다.
드래곤 테이프
제로가 차이나타운에서 가져온 테이프를 틀며 시작된다. 드래곤을 플레이할 수 있는 유일한 스테이지로 드래곤이 무추얼-닐 감옥에 들어가 파 위안을 심문하고 죽일때까지 플레이하는 구간이다. 이 테이프에서 파 위안이 크로노스를 만든 사람이 레온 본 알벤슬레벤이라는 사람인 것과 드래곤이 레온 본 알벤슬레벤을 죽이려고 한다는 사실을 알게된다.
도살장
다음날 정신과의사를 만나러 가는 길에 전화가 걸려오는데 크로노스 제조자 레온이 도살장에 있다는 것을 알려줘 드래곤보다 선수를 빼앗기기 전에 먼저 도살장으로 가 모니터를 통해 레온을 만나는데 제로에게 NULL 프로젝트에 대한 이야기를 해준다. NULL 프로젝트는 정부가 전쟁에서 승리하기 위해 시간을 느리게 만드는 마약 크로노스를 이용하여 미래를 예지할 수 있는 초인 NULL을 만드는 프로젝트로 제로 역시 NULL의 병사였다는 사실을 알게된다. 하지만 크로노스는 주기적으로 주입받지 못하면 수많은 환각을 겪다가 금단증상으로 사망하게 되고, 기억을 잃은 제로는 정부를 위해 일하면서 의사를 통해 크로노스를 공급 받아왔다는 진실을 알게된다.
벙커
정신과 의사에게 제로는 자신에 대한 얘기를 듣고 정부는 크로노스와 관련된자들을 모두 죽이고 있었다는 사실을 알게된다. 치료 약물인줄 알았던 크로노스를 언제나처럼 투여받고 살기위해서 크로노스가 필요했던 제로는 군말없이 정부의 임무에 따라서 벙커로 향한다. 벙커에서 군복을 입은 여자를 만나고 제로는 NULL 병사인 그녀를 죽이지만 임무인 생존자를 남기지 말라는 것을 어기게된다. 정신과의사에게 돌아가 의사를 죽이고 가지고 있던 크로노스를 모두 투약한 제로는 의사의 책상에서 임무 서류철을 발견한다. 그리고 그 서류에 있는 정부의 추격 대상은 제로 자신이라는 것을 알게 된다.
정부 연구소
실제 미션 스테이지는 아니지만 게임을 클리어한 후 메인 메뉴를 통해서 들어갈 수 있는 스테이지로 이스터 에그를 통해서 기본 카타나 무기를 다른 무기로 교체할 수 있는 "무기 보관소"이다.

## 사운드 트랙(OST)
스팀에서 사운드트랙을 DLC로 판매하고 있으며 LudoWic(작곡가), Bill Kiley(작곡가)의 유튜브에 공개되어 있다.
- Katana ZERO (OST-version)
- Sneaky Driver
- Disturbed Lines
- You Will Never Know
- Third District
- Meat Grinder
- All For Now
- Overdose
- Neon Fog
- Chinatown
- Breath Of A Serpent
- Delusive Bunker
- Full Confession
- Rain On Brick
- Silhouette
- The Sandman 1
- Nocturne (Co-composed by Justin Stander)
- Volition
- Coming Down
- A Fine Red Mist
- Panoramic Feelings
- Psychotherapy
- Prison Air 1
- Prison Air 2
- Hit The Floor
- Kill Your TV
- Tied Up The Moment
- A Tense Moment
- Snow
- End Of The Road
- Come and See
- The Sandman 2
- Blue Room (KZ-version)
- At Home
- V Limo (New Donk Shitty)
- Worst Neighbors Ever
- Boss Boss Boss
- The Sandman 1 (Casio Whistle Ringtone) - Bonus Track

## 반응
《카타나 제로》는 리뷰 애그리게이터 웹사이트 메타크리틱에서 "대체적으로 긍정적인 평가"를 기록했다.

## 참조

### 주해
1. ↑  《Katana ZERO》로 표기